# Secretariat
Secretariat és una pel·lícula del 2010 de Walt Disney Pictures basada en la història del cavall Secretariat campió i guanyador de la Triple Corona dels Estats Units de 1973. És protagonitzada per Diane Lane i John Malkovich, i dirigidia per Randall Wallace.

## Sinopsi
Molt abans de convertir-se en una llegenda dels hipòdroms, la Penny Chenery (Diane Lane) era només una mestressa de casa. Però la seva vida canvia quan decideix treballar als estables del seu pare, quan ell cau malalt, a Meadow Stables, Virgínia. A partir d'aleshores, la Penny s'interessa pel món de les curses de cavalls, sense pensar que hi aconseguiria un gran èxit professional, èxit que aconsegueix amb l'ajuda de l'entrenador veterà Lucien Laurin (John Malkovich) i gràcies a la velocitat de Secretariat, la Penny es convertirà en la primera dona a guanyar la Triple Corona.

## Repartiment
- Diane Lane: Penny Chenery
- John Malkovich: Lucien Laurin
- Scott Glenn: Christopher Chenery
- Margo Martindale: Elizabeth Hamm
- James Cromwell: Ogden Phipps
- Dylan Walsh: Jack Tweedy
- Fred Dalton Thompson: Bull Hancock
- Kevin Connolly: Bill Nack
- Nestor Serrano: Pancho Martin
- Amanda Michalka: Kate Tweedy
- Carissa Capobianco: Sarah Tweedy